# Coppa del mondo di ciclismo su strada femminile
La Coppa del mondo di ciclismo su strada femminile (en. UCI Women's Road Cycling World Cup) fu creata nel 1998 dalla Union Cycliste Internationale come competizione stagionale femminile. Consisteva in una serie di corse in linea collegate insieme in una competizione a punti. Fu soppressa nel 2016 per dare spazio all'UCI Women's World Tour.

## Le prove
L'edizione 2015, l'ultima, della Coppa del mondo prevedeva dieci gare, ma il numero delle prove selezionate dall'UCI variva nel corso degli anni, passando dalle sei della prima edizione del 1998, alle dodici del 2006, scendendo ad undici del 2008 fino ad arrivare alle otto dell'edizione 2013 e a nove dell'edizione 2014. Molti degli eventi in calendario erano le grandi classiche del ciclismo femminile, come la Freccia Vallone ed il Giro delle Fiandre.
Le corse erano aperte alle squadre nazionali e alle squadre femminili affiliate all'UCI. Gli organizzatori erano tenuti ad invitare le squadre delle prime dieci federazioni della classifica per nazioni dell'UCI di inizio anno e le prime quindici squadre femminili della classifica UCI all'inizio dell'anno. Le squadre dovevano essere composte da massimo sei cicliste.
| #  | Corsa                                    | Paese       |
| -- | ---------------------------------------- | ----------- |
| 1  | Ronde van Drenthe Worldcup               | Paesi Bassi |
| 2  | Trofeo Alfredo Binda-Comune di Cittiglio | Italia      |
| 3  | Giro delle Fiandre                       | Belgio      |
| 4  | Freccia Vallone                          | Belgio      |
| 5  | Tour of Chongming Island World Cup       | Cina        |
| 6  | The Philadelphia Cycling Classic         | Stati Uniti |
| 7  | Sparkassen Giro Bochum                   | Germania    |
| 8  | Open de Suède Vargarda TTT               | Svezia      |
| 9  | Open de Suède Vargarda                   | Svezia      |
| 10 | Grand Prix de Plouay                     | Francia     |

## Storico delle corse
| Nome                                         | Paese         | Anni CdM       |
| -------------------------------------------- | ------------- | -------------- |
| Philadelphia Cycling Classic                 | Stati Uniti   | 2015           |
| Sparkassen Giro Bochum                       | Germania      | 2014-2015      |
| Tour of Chongming Island World Cup           | Cina          | 2010-2015      |
| Trofeo Alfredo Binda-Comune di Cittiglio     | Italia        | 2008-2015      |
| Open de Suède Vargarda TTT                   | Svezia        | 2008-2015      |
| Ronde van Drenthe Worldcup                   | Paesi Bassi   | 2007-2015      |
| Open de Suède Vargarda                       | Svezia        | 2006-2015      |
| Giro delle Fiandre                           | Belgio        | 2004-2015      |
| Grand Prix de Plouay                         | Francia       | 2002-2015      |
| Freccia Vallone                              | Belgio        | 1999-2015      |
| Gran Premio Ciudad de Valladolid             | Spagna        | 2010-2011      |
| Berner Rundfahrt                             | Svizzera      | 2006-2009      |
| Rund um die Nürnberger Altstadt              | Germania      | 2003-2009      |
| Coupe du Monde Cycliste Féminine de Montréal | Canada        | 1998-2009      |
| L'Heure d'Or Féminine                        | Danimarca     | 2006           |
| Gran Premio Castilla y León                  | Spagna        | 2002-2006      |
| Rotterdam Tour                               | Paesi Bassi   | 2000-2006      |
| New Zealand World Cup                        | Nuova Zelanda | 1999-2006      |
| Grand Prix of Wales                          | Gran Bretagna | 2005           |
| Primavera Rosa                               | Italia        | 1999-2005      |
| Amstel Gold Race                             | Belgio        | 2003           |
| Liberty Classic                              | Gran Bretagna | 1998-2001      |
| Trophée International                        | Francia       | 1998-2001      |
| Tour Beneden-Maas                            | Paesi Bassi   | 1998-1999      |
| Sydney World Cup                             | Australia     | 1998           |
| Damen Weltcup GP Tell                        | Svizzera      | 1998           |
| UCI Weltcupfinale Embrach                    | Svizzera      | 1999           |
| Grand Prix de Suisse                         | Svizzera      | 2000-2002      |
| Canberra World Cup                           | Australia     | 1999-2001      |
| Hamilton City World Cup                      | Nuova Zelanda | 1999/2001-2002 |

## Assegnazione punti
Alla fine di ogni prova, i punti vengono assegnati ai primi 20 classificati secondo il seguente ordine:
| Classifica                     | 1ª  | 2ª  | 3ª  | 4ª | 5ª | 6ª | 7ª | 8ª | 9ª | 10ª | 11ª | 12ª | 13ª | 14ª | 15ª | 16ª | 17ª | 18ª | 19ª | 20ª |
| ------------------------------ | --- | --- | --- | -- | -- | -- | -- | -- | -- | --- | --- | --- | --- | --- | --- | --- | --- | --- | --- | --- |
| Punti                          | 75  | 50  | 35  | 30 | 27 | 24 | 21 | 18 | 15 | 11  | 10  | 9   | 8   | 7   | 6   | 5   | 4   | 3   | 2   | 1   |
| Punti squadra Cronosquadre     | 140 | 120 | 100 | 80 | 64 | 60 | 56 | 52 | 48 | 44  | 40  | 36  | 32  | 28  | 24  | 20  | 16  | 12  | 8   | 4   |
| Punti individuali Cronosquadre | 35  | 30  | 25  | 20 | 16 | 15 | 14 | 13 | 12 | 11  | 10  | 9   | 8   | 7   | 6   | 5   | 4   | 3   | 2   | 1   |

I punti ottenuti da ciascuna atleta permettono di stabilire una classifica individuale. La classifica per squadre è realizzata sommando i punti delle quattro migliori atlete di ogni squadra.

## Albo d'oro
Aggiornato all'edizione 2015.
| Anno | Vincitrice           | Seconda                | Terza               |
| ---- | -------------------- | ---------------------- | ------------------- |
| 1998 | Diana Žiliūtė        | Alessandra Cappellotto | Deirdre Demet-Barry |
| 1999 | Anna Wilson          | Hanka Kupfernagel      | Tracey Gaudry       |
| 2000 | Diana Žiliūtė        | Pia Sundstedt          | Mirjam Melchers     |
| 2001 | Anna Wilson          | Mirjam Melchers        | Susanne Ljungskog   |
| 2002 | Petra Rossner        | Mirjam Melchers        | Regina Schleicher   |
| 2003 | Nicole Cooke         | Regina Schleicher      | Mirjam Melchers     |
| 2004 | Oenone Wood          | Petra Rossner          | Angela Brodtka      |
| 2005 | Oenone Wood          | Susanne Ljungskog      | Mirjam Melchers     |
| 2006 | Nicole Cooke         | Ina-Yoko Teutenberg    | Annette Beutler     |
| 2007 | Marianne Vos         | Nicole Cooke           | Ina-Yoko Teutenberg |
| 2008 | Judith Arndt         | Suzanne de Goede       | Marianne Vos        |
| 2009 | Marianne Vos         | Emma Johansson         | Kirsten Wild        |
| 2010 | Marianne Vos         | Emma Johansson         | Kirsten Wild        |
| 2011 | Annemiek van Vleuten | Marianne Vos           | Emma Johansson      |
| 2012 | Marianne Vos         | Judith Arndt           | Evelyn Stevens      |
| 2013 | Marianne Vos         | Emma Johansson         | Ellen van Dijk      |
| 2014 | Elizabeth Armitstead | Emma Johansson         | Marianne Vos        |
| 2015 | Elizabeth Armitstead | Anna van der Breggen   | Jolien D'Hoore      |